# 유타 그리즐리스
| 유타 그리즐리스 | |
| 콘퍼런스        | 서부 콘퍼런스 |
| 디비전          | 마운틴 디비전 |
| 설립연도        | 1981년 1988년(ECHL 가입) |
| 해체연도        | |
| 역사            | 내슈빌 사우스 스타스 (1981년~1983년) 버지니아 랜서즈 (1983년~1990년) 로어노크 밸리 레벨스 (1990년~1992년) 로어노크 밸리 램페이지 (1992년~1993년) 헌츠빌 블래스트 (1993년~1994년) 탤러해시 타이거 샤크스 (1994년~2001년) 메이컨 우피 (2001년~2002년) 렉싱턴 맨오워 (2002년~2003년) 유타 그리즐리스 (2005년~현재) |
| 경기장          | 매버릭 센터 |
| 연고지          | 유타주 웨스트밸리시티 |
| 상징색          | 초록, 검정, 적동색, 하양 |
| 구단주          | 데이비드 엘모어 도나 터틀 |
| 단장            | |
| 감독            | 팀 브랜엄 |
| NHL 제휴        | 애너하임 덕스 |
| AHL 제휴        | 샌디에이고 걸즈 |
| 정규시즌 우승   | ACHL : 1 (1987) AAHL : 1 (1988) |
| 콘퍼런스 우승   | - |
| 디비전 우승     | 1 (1997) |
| 켈리 컵         | - |
| 영구 결번       | - |

유타 그리즐리스(Utah Grizzlies)는 미국 유타주 웨스트밸리시티를 연고지로 하는 ECHL의 서부 콘퍼런스 마운틴 디비전 소속 아이스 하키팀이다.

## 역대 홈경기장
| 경기장          | 사용기간    | 수용인원 | 장소                  | 비고                   |
| --------------- | ----------- | -------- | --------------------- | ---------------------- |
| 유타 그리즐리스 |             |          |                       |                        |
| 매버릭 센터     | 2005년~현재 | 10,100명 | 유타주 웨스트밸리시티 | E 센터 (2005년~2010년) |